# 飛驒古川站
飛驒古川車站（日语：／ Hida-furukawa eki */?）是一位於日本岐阜縣飛驒市古川町與金森町交界，東海旅客鐵道（JR東海）高山本線沿線之鐵路車站，也是以觀光市街著稱的飛驒市之主車站。

## 車站構造
單式月台1面1線、島式月台1面2線、共2面3線的地上車站。大部份列車於站舎側的1號線發着。
不設站長的站員配置站（直營站）、高山站負責本站管理。設有綠色窗口與自動售票機。

### 月台配置
| 月台 | 路線     | 方向 | 目的地         | 備註             |
| ---- | -------- | ---- | -------------- | ---------------- |
| 1    | 高山本線 | 下行 | 富山方向       | 包括特急         |
| 1    | 高山本線 | 上行 | 高山、下呂方向 | 包括特急         |
| 2、3 | 高山本線 | 上行 | 高山、下呂方向 | 普通列車的一部分 |

## 車站周邊
- 總導引所 - 隣接車站，內有觀光導引所、公車等候室、物品販賣處等之複合機能。一見到車站很容易辨認出來，通往車站隣近地方之公車到站出發時間都標示得很清楚。
- 站前廣場
- 飛驒市役所
- 飛驒古川祭會館
- 飛驒匠文化館
- 飛驒山樵館
- 國道41號
- 吉城高校

## 歷史
- 1934年（昭和9年）10月25日 - 飛驒小坂站～高山站～坂上站之間開通且同時開業。開始旅客及貨物進出。
- 1984年（昭和59年）1月10日 – 廢止貨物進出。
- 1987年（昭和62年）4月1日 – 依據國鐵分割民營化，成為JR東海之車站。

## 相鄰車站
※特急「飛驒」的相鄰停靠站參見列車條目。
東海旅客鐵道
 高山本線
飛驒國府－飛驒古川（CG28）－杉崎

## 外部連結
- 飛驒市觀光網頁（日語）（中文）（英文）